# Alberto Fanesi
Alberto Luis Fanesi (Casilda, provincia de Santa Fe, Argentina; 16 de febrero de 1948) es un exfutbolista, entrenador y director deportivo argentino. Jugó en Primera División en tres equipos y fue campeón de Primera División con los tres. Como director técnico debutó en el Club de Gimnasia y Esgrima La Plata.

## Trayectoria

### Como jugador
| Club                  | País      | Periodo   |
| --------------------- | --------- | --------- |
| Rosario Central       | Argentina | 1968-1972 |
| Huracán               | Argentina | 1973-1977 |
| Quilmes Atlético Club | Argentina | 1978-1980 |
| Banfield              | Argentina | 1982-1983 |
| Deportivo Armenio     | Argentina | 1983-1984 |

### Como entrenador
| Club                       | País      | Periodo   |
| -------------------------- | --------- | --------- |
| Gimnasia y Esgrima (LP)    | Argentina | 1990-1991 |
| Huracán                    | Argentina | 1991-1992 |
| Vélez Sarsfield            | Argentina | 2004      |
| Racing Club (Interino)     | Argentina | 2006      |
| Quilmes Atlético Club      | Argentina | 2007-2008 |
| San Lorenzo (Interino)     | Argentina | 2009      |
| Unión (MdP)                | Argentina | 2012-2013 |
| Vélez Sarsfield (Interino) | Argentina | 2016      |

## Palmarés

### Como jugador
| Título           | Club            | País      | Año    |
| ---------------- | --------------- | --------- | ------ |
| Primera División | Rosario Central | Argentina | N-1971 |
| Primera División | Huracán         | Argentina | M-1973 |
| Primera División | Quilmes         | Argentina | M-1978 |